# Concert de l'Estelada

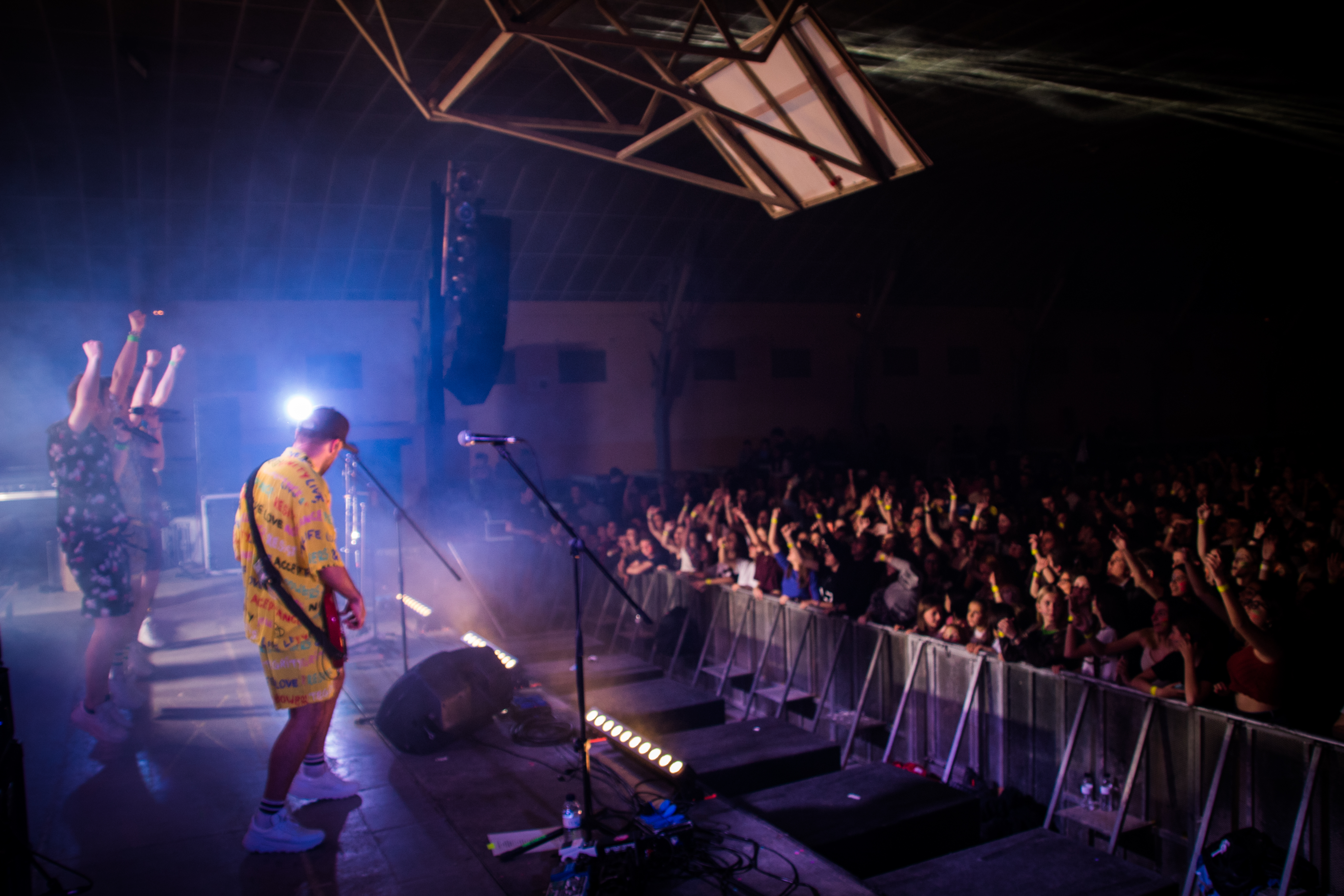
Doctor Prats en una de les seves actuacions al Concert de l'Estelada

El Concert de l'Estelada és un festival musical que se celebra a Vilanova de Bellpuig cada abril des de l'any 2004.
Organitzat per un grup de vilanovins amb la col·laboració del consistori, el festival té un marcat caràcter reivindicatiu i independentista. A banda dels concerts nocturns, el Concert de l'Estelada ha programat també concerts familiars, sessions de djs, sopars i projeccions de partits de futbol en algunes de les seves edicions.
A partir del 2020 el projecte va evolucionar vers el projecte Viladona per reivindicar el paper de les dones en la cultura.

## Edicions[calcitació]
1a edició – any 2004
Ball the Raska - Obrint Pas - Brams
2a edició – any 2005
Ball the Raska (2) - Obrint Pas (2) - La Carrau
3a edició – any 2006
Dijous Paella - Lax'n'Busto - La Carrau (2)
4a edició – any 2007
Rauxa - La Carrau (3) - Strombers
5a edició – any 2008
Betagarri - Strombers (2) - Dept.
6a edició – any 2009
Caliu - Cesk Freixas - Ambaparà - El Belda i el Conjunt Badabadoc - Brams (2) - Strombers (3)
7a edició – any 2010
Lo noi del cirerer - Meritxell Gené - Cesk Freixas (2) - El Belda i el Conjunt Badabadoc (2) - Betagarri (2) - Strombers (4)
8a edició – any 2011
Raquel Miño - Cesk Freixas (3) - Manel - El Belda i el Conjunt Badabadoc (3) - La Troba Kung-Fú - Strombers (5)
9a edició – any 2012
Meritxell Gené (2) - Cesk Freixas (4) - El Belda i el Conjunt Badabadoc (4) - Lax'n'Busto (2) - Obrint Pas (3) - Brams (3)
10a edició – any 2013
Pau Alabajos - The Mamzelles - La Terrasseta de Preixens - Xeic! - La Troba Kung-Fú (2) - Lax'n'Busto (3) - Betagarri (3) - Brams (4)
11a edició – any 2014
Jordi Montañez - Mishima - Els Catarres - Xeic! (2) - La Troba Kung-Fú (3) - Brams (5)
12a edició – any 2015
Xeic! (3) - Oques Grasses - Lax'n'Busto (4) - Brams (6)
13a edició – any 2016
Animal - Els Catarres (2) - Aspencat - La Terrasseta de Preixens (2)
14a edició – any 2017
La Terrasseta de Preixens (3) - Oques Grasses (2) - Doctor Prats - Brams (7)
15a edició – any 2018
Reggae per Xics - Hora de Joglar - Xavi Sarrià i el cor de la Fera - Atupa - Brams (8)
16a edició – any 2019
Reggae per Xics (2) - La Terrasseta de Preixens (4) - Doctor Prats (2) - Marsal Ventura - Ivan Verdi